# Rio Preto (Teresópolis)
O rio Preto é um curso de água do estado do Rio de Janeiro. É o maior afluente do rio Piabanha e um importante contribuinte para a bacia do rio Paraíba do Sul.

## Curso
Com 54 km de curso, o rio Preto nasce em Teresópolis e é responsável por banhar os municípios de São José do Vale do Rio Preto, Areal e parte do distrito da Posse, em Petrópolis. Tem como afluentes os rios Paquequer e Beija-flor.

## Uso hidrelétrico
Em Areal, o rio é barrado pela Represa do Morro Grande (UHE Areal) para geração de energia e abastecimento, construída em 1940 e pertencente à CERJ.